# Паршков, Василий Иванович
Василий Иванович Паршков (14 января 1897, Рязанская губерния, Российская империя — 25 июля 1960, Фрунзе, Киргизская ССР) — советский прозаик, журналист и репортёр, член Союза писателей СССР (с 1955 года). Около двадцати пяти лет жизни Паршков посвятил журналисткой деятельности, работая корреспондентом республиканских газет. Наблюдения над жизнью, богатый материал, собранный за эти годы, позволили писателю создать ряд интересных произведений.

## Биография
Василий Иванович Паршков родился в 1897 году в деревне Марчуки Рязанской губернии, откуда вскоре семья Паршковых переехала в Киргизию в поисках заработка. В 1907 году Василий стал учиться в церковно-приходской школе, однако средств на обучение хватило на два года, после чего он стал работать на местных кулаков. В восемнадцать лет В. Паршкова призвали в царскую армию. В ходе участия в боевых действиях на Турецком фронте он получил ранение, из-за чего был демобилизован. После госпиталя Василий Иванович возвратился в Киргизию, где в 1918 году встал на сторону большевиков: сначала партизанил против белого казачества в Семиречье, а позже вступил в Красную Гвардию, в составе которой как пулемётчик принимал участие в подавлении беловодского мятежников, выступавших против революционного движения.
С наступлением Гражданской войны Василия Ивановича в 1919—1920 годах направляют на курсы среднего комсостава в Ташкенте, по окончании которых ушёл на фронт в звании командира взвода, входивший в командование М. В. Фрунзе. Взвод Василия Ивановича участвовал в боях на Бухаре, сдерживал басмачей в Ферганской и Алайской долинах.
По окончании боевых действий В. И. Паршков возвратился в Киргизскую ССР, где оканчивает курсы драматической студии, после чего работал артистом и руководителем театральным коллективом по гастрольной части. В то же время он приобщался к журналистике: с 1925 года Паршков начал работать разъездным репортёром, затем спецкором в газете «Крестьянский путь» (позже — «Советская Киргизия»), где также работал заведующим отделом сельского хозяйства в редакции издания. К этому времени Василий Паршков начал писать литературные произведения.

## Творчество
Во время работы в аппарате редакции «Советской Киргизии» В. И. Паршков начал работать над своими воспоминаниями о ходе военных действий против беловодских кулацких мятежников, которые в итоге в 1926 году опубликовал в ташкентском журнале «Коммунистическая мысль» под псевдонимом В. Бесталанный. Помимо мемуаров Паршков в тот период времени писал и рассказы, среди которых «Смердихино лекарство», «В Боомском ущелье» (опубликованы в журнале «Жернов»), «Домовой», «Сын Матвея Куркина» и другие. Как журналист Василий Иванович разъезжал по республике, начал изучать историю Центральной Азии и овладевать киргизским языком — накопленный материал послужил базой для его будущих произведений. Так, спустя четверть века Паршков отошёл от газетных очерков и рассказов к более крупным формам прозы и написал приключенческие повести «В горах Ала-Тоо» (1954) и «Тамга» (1956).
В 1957 году вышла его повесть «Пулемётчики» о действиях Красной армии в годы Гражданской войны. Тему книги Паршков продолжил в повести «Нарынское дело» (1959), где изобразил процесс подавления контрреволюционных мятежников в Нарыне в 1920 году.

### Отдельные издания
На русском языке
- Паршков В. В горах Ала-Тоо: Повесть [для детей ср. и старшего возраста]. — Фрунзе: Киргизгосиздат, 1954. — 144 с.
- Паршков В. Тамга: Приключенческая повесть [для ср. и старшего возраста / Рис. В. Вейс. — Фрунзе: Киргизучпедгиз, 1956. — 60 с.
- Паршков В. Пулемётчики: Повесть. — Фрунзе: Киргизгосиздат, 1957. — 93 с.
- Паршков В. Проводник: Рассказы [для ср. школьного возраста] / Ил. Д. Клименко. — Фрунзе: Киргизучпедгиз, 1958. — 99 с.
- Паршков В. Нарынское дело: Повесть. — Фрунзе: Киргизгосиздат, 1959. — 88 с.
- Паршков В. Боевые дни: Повести о гражданской войне в Киргизии. — Фрунзе: Киргизучпедгиз, 1960. — 182 с.
- Паршков В. Отчаянные головы: Повести и рассказы / Ил. А. С. Осташёв. — Фрунзе: Кыргызстан, 1965. — 532 с.
- Паршков В. Пулемётчики: Повесть [для ст. классов и юношества] / Худож. В. Романов. — 2-е издание. — Фрунзе: Мектеп, 1977. — 116 с.
- Паршков В. Пулемётчики: Повесть [для ст. школьного возраста / Худож. В. Романов. — 3-е издание. — Фрунзе: Адабият, 1991. — 111, [2] с. — 15 000 экз. — ISBN 5-660-00310-9.

На киргизском языке
- Паршков В. Пулеметчулар : Кыргызстандагы граждандык согуш ж-дө повесть (киргиз.) / Пер. на кирг. Т. Баетов. — Фрунзе: Кыргызмамбас, 1962. — 144 с.

### Публикации в составе сборников
- Паршков В. Отчаянные головы: Повесть // Герои суровых лет. — Фрунзе: Изд-во «Кыргызстан», 1968. — С. 593—678. — 150 000 экз.

### Публикации в периодике
- Бесталанный В. (Паршков). 18 дней декабря 1918 г. // Коммунистическая мысль : журнал, кн.2. — 1927. — С. 160—178.
- Паршков В. По горным тропам: Главы из повести // Киргизстан : альманах, кн.3. — 1952. — С. 69—101.

## Награды
- Почётная грамота Президиума Верховного Совета Киргизской ССР[3].